# Ladytron (album)
Ladytron – szósty album studyjny brytyjskiego zespołu muzyki elektronicznej Ladytron. Został wydany 1 lutego 2019 roku za pośrednictwem PledgeMusic i 15 lutego tego samego roku nakładem ich wytwórni Ladytron Music przez !K7. Utwory „The Animals”, „The Island”, „Far from Home”, „Deadzone” i „Tower of Glass” zostały wydane jako single. Daniel Hunt określił album jako „cięższy” niż poprzedni album zespołu, Gravity the Seducer (2011).
Album Ladytron zebrał generalnie pozytywne recenzje krytyków i zadebiutował na 26. miejscu na liście przebojów Scottish Albums Chart. 

## Kontekst
Zespół Ladytron zawiesił działalność po zakończeniu trasy koncertowej promującej swój piąty album, Gravity the Seducer, a jego członkowie skupili się na projektach solowych. Mira Aroyo współpracowała przy albumie The Projects pn. Elektrichka's Favourite Party Record, a także nakręciła kilka filmów dokumentalnych. Daniel Hunt współprodukował debiutancki album Marnie Crystal World, wyprodukował pierwszą od dwudziestu lat płytę zespołu Lush (minialbum Blind Spot) i zaangażował się w inne projekty. Helen Marnie nagrała dwa solowe albumy (Crystal World i Strange Words and Weird Wars ) i grała solowe koncerty z zespołem. Reuben Wu zajmował się fotografią, sztuką wizualną i tworzeniem muzyki do reklam.
Zespół planował wydanie nowego albumu w 2013 roku, a następnie w 2016 roku.

## Produkcja
18 lipca 2016 roku zespół zamieścił na swojej oficjalnej stronie internetowej następującą wiadomość: „Po pięcioletniej przerwie po wydaniu piątego albumu Gravity the Seducer, w historii Ladytron rozpoczyna się nowy rozdział”. 26 listopada 2016 roku Ladytron opublikował na Instagramie zdjęcie konsoli do nagrywania SSL, sugerując, że rozpoczęło się nagrywanie ich szóstego albumu. 28 lutego 2018 roku rozpoczęli oni kampanię na platformie PledgeMusic, aby dokończyć nagrywanie i wydać swój nowy album. Ogłoszeniu towarzyszył główny singel „The Animals”.
Nagrywanie albumu rozpoczęło się 25 czerwca i zakończono w połowie września 2018 roku. Helen Marnie stwierdziła, że „spędzili trochę czasu w południowo-wschodniej Anglii, nagrywając go przez około miesiąc”. Zespół Ladytron i Jim Abbiss (który był również współproducentem płyty Witching Hour) wyprodukowali ten album, z wyjątkiem piosenek „Paper Highways” i „Horrorscope”, które zostały wyprodukowane zarówno przez Vice Coolera, jak i Mirę Aroyo.
Daniel Hunt opisał ten album jako „znacznie cięższy niż Gravity”, który był celowo bardziej stonowanym, eterycznym albumem. Atmosfera jest obecna, ale pod spodem kryje się więcej natarczywości”. Marnie dodała: „Dla nas to jak spotkanie ze starym przyjacielem. Oboje się zmieniliście, ale wciąż macie wspólny język. Znajomość przeplata się z ekscytacją”.
Na albumie gościnnie na perkusji zasiadł Igor Cavalera (Sepultura, Mixhell, Soulwax). Okładkę przedstawiającą parę biegnącą w stronę pożaru lasu zaprojektowali Reuben Wu, Neil Krug i Jeff Frost.

## Single
Z albumu Ladytron pochodzą cztery single. Pierwszy z nich, „The Animals”, został wydany 28 lutego 2018 roku i towarzyszył mu teledysk wyreżyserowany przez Fernando Nogariego. „The Island” został wydany jako drugi singel 16 sierpnia 2018 roku i nagrano do niego teledysk wyreżyserowany przez Bryana M. Fergusona. Trzeci singiel „Far From Home” został wydany 29 listopada, a czwarty „Deadzone” miał premierę przed nową trasą koncertową po Ameryce Północnej i Wielkiej Brytanii 15 września 2019 roku i towarzyszył mu teledysk wyreżyserowany, ponownie, przez Bryana M. Fergusona. Piąty i ostatni singel, „Tower of Glass”, został wydany 5 lutego 2020 roku wraz z teledyskiem i krótkometrażowym filmem, które zostały napisane i wyreżyserowane przez Manuela Nogueirę i nakręcone w odległym północno-wschodnim regionie Brazylii.

## Wydanie
Album pierwotnie miał ukazać się 12 października 2018 roku, ale datę wydania przesunięto na styczeń 2019 roku, a następnie na kolejny miesiąc. Album Ladytron został ostatecznie wydany 1 lutego 2019 roku przez PledgeMusic i 15 lutego tego samego roku za pośrednictwem !K7. Po ogłoszeniu bankructwa przez PledgeMusic okazało się, że nie wszystkie obiecane egzemplarze zostały wyprodukowane, a te, które zostały, były przechowywane przez zarządców, ale ich nie wysłano. Pojawiły się doniesienia, że ekskluzywne towary Pledge były sprzedawane klientom na koncertach promujących wydanie albumu, a niektórzy fani zamieszczali nawet zdjęcia w mediach społecznościowych. W lipcu 2019 roku zespół Ladytron ogłosił, że kupiło te przedmioty i wyśle je darczyńcom za koszty przesyłki.

## Lista utworów
| Nr  | Tytuł utworu              | Tekst                      | Produkcja                          | Długość |
| --- | ------------------------- | -------------------------- | ---------------------------------- | ------- |
| 1.  | „Until the Fire”          | Daniel Hunt                | Ladytron, Jim Abbiss, Edd Hartwell | 5:34    |
| 2.  | „The Island”              | Helen Marnie, Johnny Scott | Ladytron, Scott, Abbiss, Hartwell  | 4:04    |
| 3.  | „Tower of Glass”          | Hunt                       | Ladytron, Jim Abbiss, Edd Hartwell | 4:00    |
| 4.  | „Far from Home”           | Hunt                       | Ladytron, Abbiss, Hartwell         | 3:35    |
| 5.  | „Paper Highways”          | Mira Aroyo, Vice Cooler    | Aroyo, Cooler                      | 3:37    |
| 6.  | „The Animals”             | Hunt                       | Ladytron, Abbiss, Hartwell         | 4:32    |
| 7.  | „Run”                     | Marnie, Reuben Wu          | Ladytron, Abbiss, Hartwell         | 2:51    |
| 8.  | „Deadzone”                | Marnie                     | Ladytron, Abbiss, Hartwell         | 4:26    |
| 9.  | „Figurine”                | Hunt, Marnie, Wu           | Ladytron, Abbiss, Hartwell         | 4:06    |
| 10. | „You've Changed”          | Marnie, Scott              | Ladytron, Scott, Abbiss, Hartwell  | 4:28    |
| 11. | „Horrorscope”             | Aroyo, Cooler              | Aroyo, Cooler                      | 3:19    |
| 12. | „The Mountain”            | Hunt                       | Ladytron, Abbiss, Hartwell         | 4:32    |
| 13. | „Tomorrow Is Another Day” | Marnie                     | Ladytron, Abbiss, Hartwell         | 4:37    |
|     |                           |                            |                                    | 53:41   |

Źródła:

## Skład

### Muzycy
- Mira Aroyo
- Daniel Hunt
- Helen Marnie
- Reuben Wu

Źródło:

### Dodatkowi muzycy
- Igor Cavalera – perkusja
- Billy Brown – perkusja
- John Gibbons – instrumenty dęte (ścieżka 6)
- Dan Thorne – instrumenty dęte (ścieżka 6)
- Dino Gollnick – dodatkowe gitary (utwór 11)

Źródło:

### Produkcja
- Ladytron – produkcja
- Jim Abbiss(inne języki) – produkcja, miksowanie (utwór 6); dodatkowa produkcja (utwór 1-4, 6-10, 12-13)
- Mira Aroyo – produkcja (utwory 5 i 11)
- Vice Cooler(inne języki) – produkcja (utwory 5 i 11)
- Dave Pensado(inne języki) – miksowanie (utwory 5 i 11)
- Johnny Scott – produkcja (utwory 2 i 10)
- Edd Hartwell – miksowanie, dodatkowa produkcja (utwory 1-4, 6-10, 12-13)
- Daniel Woodward – dodatkowy miks (utwór 6)
- Matt Colton(inne języki) – mastering

Źródło:

### Oprawa graficzna
- Neil Krug(inne języki) – grafika
- Jeff Frost – grafika
- Reuben Wu – grafika
- Anders Ladegaard – układ

Źródło:

## Pozycje na listach przebojów
| Organizacja             | Lista                          | Najwyższa pozycja | Źr.    |
| ----------------------- | ------------------------------ | ----------------- | ------ |
| Official Charts Company | Scottish Albums Chart          | 26                | [ 14 ] |
| Official Charts Company | UK Album Downloads             | 38                | [ 36 ] |
| Official Charts Company | UK Albums Sales                | 40                | [ 37 ] |
| Official Charts Company | UK Physical Albums             | 48                | [ 38 ] |
| Official Charts Company | UK Independent Albums          | 5                 | [ 39 ] |
| Billboard               | US Heatseekers Albums          | 3                 | [ 40 ] |
| Billboard               | US Independent Albums          | 10                | [ 41 ] |
| Billboard               | US Top Dance/Electronic Albums | 13                | [ 42 ] |

## Ladytron (Remixed & Rare)
28 stycznia 2022 roku nakładem Ladytron Music premierę miał album kompilacyjny Ladytron (Remixed & Rare), który został wydany w wersji cyfrowej. Zawierał on 18 utworów, będących remiksami i wersjami instrumentalnymi piosenek z albumu Ladytron, które zostały zremiksowane m.in. przez Danz CM i Vince'a Clarke'a.
| Nr  | Tytuł utworu                                       | Remiks               | Długość |
| --- | -------------------------------------------------- | -------------------- | ------- |
| 1.  | „Until The Fire (Instrumental)”                    | –                    | 5:37    |
| 2.  | „The Island (Instrumental)”                        | –                    | 4:00    |
| 3.  | „Tower Of Glass (Danz CM Remix)”                   | Danz CM              | 3:44    |
| 4.  | „Far From Home (Dave The Hustler Remix)”           | Dave The Hustler     | 4:16    |
| 5.  | „Paper Highways (Youryoungbody Remix)”             | Youryoungbody        | 4:18    |
| 6.  | „The Animals (Vince Clarke Remix)”                 | Vince Clarke         | 5:43    |
| 7.  | „Run (Instrumental)”                               | –                    | 2:50    |
| 8.  | „Deadzone (HQFU Remix)”                            | HQFU                 | 4:38    |
| 9.  | „Figurine (Instrumental)”                          | –                    | 4:07    |
| 10. | „You've Changed (Instrumental)”                    | –                    | 4:26    |
| 11. | „Horrorscope (Instrumental)”                       | –                    | 3:19    |
| 12. | „The Mountain (Instrumental)”                      | –                    | 4:36    |
| 13. | „Tomorrow Is Another Day (Instrumental)”           | –                    | 4:36    |
| 14. | „Far From Home (Lucas Frota Remix - Blakkat Edit)” | Lucas Frota, Blakkat | 6:27    |
| 15. | „The Animals (Pato Watson Remix)”                  | Pato Watson          | 7:13    |
| 16. | „Far From Home (Wetworks Remix)”                   | Wetworks             | 6:12    |
| 17. | „Tropic Of Capricorn (Instrumental)”               | –                    | 2:15    |
| 18. | „The Mountain (Blakkat Dub)”                       | Blakkat              | 11:08   |
|     |                                                    |                      | 1:29:25 |

Źródło: